# Гент (переписна місцевість, Нью-Йорк)
Гент (англ. Ghent) — переписна місцевість (CDP) в США, в окрузі Колумбія штату Нью-Йорк. Населення — 623 особи (2020).

## Географія
Гент розташований за координатами 42°19′33″ пн. ш. 73°37′4″ зх. д. / 42.32583° пн. ш. 73.61778° зх. д. (42.325750, -73.617773).  За даними Бюро перепису населення США в 2010 році переписна місцевість мала площу 4,01 км², з яких 3,98 км² — суходіл та 0,03 км² — водойми.

## Демографія
Згідно з переписом 2010 року, у переписній місцевості мешкали 564 особи в 233 домогосподарствах у складі 167 родин. Густота населення становила 141 особа/км².  Було 258 помешкань (64/км²).
Расовий склад населення:
| - 97,3 % — білих - 0,5 % — чорних або афроамериканців - 0,2 % — азіатів |

До двох чи більше рас належало 1,8 %. Частка іспаномовних становила 4,4 % від усіх жителів.
За віковим діапазоном населення розподілялося таким чином: 22,9 % — особи молодші 18 років, 61,9 % — особи у віці 18—64 років, 15,2 % — особи у віці 65 років та старші. Медіана віку мешканця становила 42,8 року. На 100 осіб жіночої статі у переписній місцевості припадало 105,8 чоловіків;  на 100 жінок у віці від 18 років та старших — 108,1 чоловіків також старших 18 років.
Середній дохід на одне домашнє господарство  становив 75 696 доларів США (медіана — 53 882), а середній дохід на одну сім'ю — 73 483 долари (медіана — 53 882). 
Цивільне працевлаштоване населення становило 168 осіб. Основні галузі зайнятості: освіта, охорона здоров'я та соціальна допомога — 53,6 %, науковці, спеціалісти, менеджери — 18,5 %, мистецтво, розваги та відпочинок — 11,3 %, виробництво — 8,3 %.